# Pusiga

Pusiga är en ort i nordöstra Ghana, nära gränserna mot både Burkina Faso och Togo. Den är huvudort för distriktet Pusiga, och folkmängden uppgick till 8 677 invånare vid folkräkningen 2010.